# Foucault (U-Boot)
Die Foucault (Kennung: Q70) war ein dieselelektrisches U-Boot der französischen Marine aus der Zeit des Ersten Weltkrieges. Das U-Boot gehörte der aus insgesamt 16 Einheiten bestehenden Brumaire-Klasse an und lief als elfte Einheit dieses Typs von Stapel. Das nach dem französischen Physiker Léon Foucault benannte Boot (die Namenszuweisung erfolgte am 17. Juli 1909) wurde am 1. November 1906 im Marinearsenal von Cherbourg auf Kiel gelegt und lief am 15. Juni 1912 von Stapel. Die Indienststellung erfolgte am 20. Juni 1914. Die Foucault ging im September 1916 infolge eines Luftangriffes verloren und gilt als das erste U-Boot in der Seekriegsgeschichte, das auf hoher See durch einen Luftangriff versenkt wurde.

## Technische Aspekte
Das als Doppelhüllenboot ausgelegte U-Boot – die Klasse basierte auf einem Entwurf des französischen Ingenieurs und U-Boot-Pioniers Maxime Laubeuf – war maximal 52,15 Meter lang und 5,42 Meter breit. In aufgetauchtem Zustand lag der Tiefgang bei 3,19 Meter. Mit einem Treibstoffvorrat von rund zehn Tonnen Öl erreichte das U-Boot in Überwasserlage eine Seeausdauer von 1.700 Seemeilen (bei 10 Knoten Marschfahrt). Die mögliche Höchstgeschwindigkeit in aufgetauchtem Zustand, hierbei kamen zwei 6-Zylinder-Dieselmaschinen vom Typ MAN (gebaut bei Ateliers et Chantiers de la Loire) mit jeweils 420 PS zum Einsatz, lag bei 13 Knoten (etwa 24 km/h). In getauchtem Zustand wurde der Antrieb von zwei jeweils 330 PS starken Elektromotoren übernommen, die dem U-Boot eine Höchstfahrt von 8,8 Knoten ermöglichten. Nur mit den Elektromotoren lag die rechnerische Reichweite bei 84 Seemeilen. Die Testtauchtiefe betrug 40 Meter.
Die Bewaffnung bestand aus sieben 45-cm-Torpedorohren, wobei ein Rohr fest eingebaut war und sich im Bug befand, die übrigen sechs Torpedorohre waren in ausschwenkbaren Seitenlafetten angeordnet (siehe Drzewiecki-Abwurfkragen). Diese sechs extern angeordneten Rohre konnten während des Einsatzes allerdings nicht nachgeladen werden. An Bord befanden sich insgesamt acht Torpedos (ein Reservetorpedo für das Torpedorohr im Bug sowie je ein Torpedo in jedem der sieben Rohre). Das U-Boot besaß anfangs keine Geschützbewaffnung, wurde aber zu Beginn des Jahres 1916 mit einem 47-mm-Hotchkiss-Geschütz ausgerüstet, welches auf dem Achterschiff installiert wurde. 

## Dienstzeit
Noch vor der eigentlichen Indienstnahme ereignete sich am 21. November 1913, während eines sechsstündigen Testtauchmanövers, an Bord eine Verpuffung von Treibstoffdämpfen, wobei sechs Besatzungsangehörige verletzt wurden. Nach der Indienststellung im Juni 1914 und dem Abschluss der Probefahrten – wobei zu diesem Zeitpunkt beziehungsweise im Spätsommer 1914 der Erste Weltkrieg ausbrach – wurde die Foucault zunächst der 3. U-Boot-Flottille (3ème escadrille de sous-marins), welche Teil des 2. Leichten Geschwaders (2e escadre légère) war, zugeteilt und war in Cherbourg stationiert. Erster Kommandant des Bootes war Lieutenant de Vaisseau Joseph Édouard Lemaresquier.

Ende 1915 wurde das U-Boot ins Mittelmeer abkommandiert und operierte nachfolgend von süditalienischen Häfen aus (Italien war im Mai 1915 auf der Seite der Triple Entente in den Krieg eingetreten) gegen den österreichisch-ungarischen Seeverkehr in den Südausläufern der Adria; ferner patrouillierte das U-Boot auch vor der Straße von Otranto. Versenkungserfolge gegen den gegnerischen Seeverkehr konnten keine erzielt werden. Nach französischen Angaben soll es der Foucault zwar am 13. Januar 1916 gelungen sein, einen österreichisch-ungarischen Rapidkreuzer vor Cattaro durch Torpedoschuss zu versenken, doch wurde diese Darstellung später seitens der k. u. k.-Kriegsmarine zurückgewiesen. Tatsächlich gab es keinen Verlust eines Rapidkreuzers zu diesem Zeitpunkt. Am 23. Juni 1916 kam mit Lieutenant de Vaisseau Léon Henri Devin ein neuer Kommandant an Bord. 

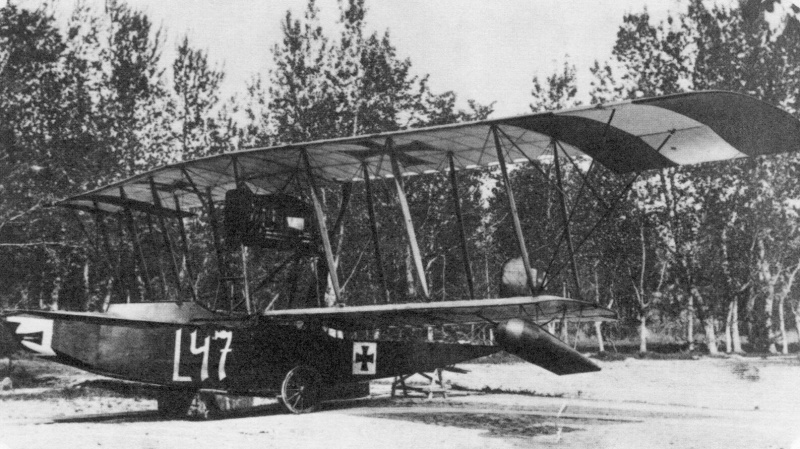
Ein Lohner Typ L-Flugboot der k. u. k.-Seefliegerkräfte.

## Versenkung
Am 15. September 1916 patrouillierte die Foucault etwa zehn Seemeilen vor Castellastua in etwa 15 Metern Tiefe, als sie in dem sehr klaren Wasser von den beiden Lohner-Flugbooten L132 (Pilot Dimitrije Konjović, Beobachter Maximilian Sewera) und L135 (Pilot Walter Zelezny, Beobachter Otto Freiherr von Klimburg) der k. u. k.-Seefliegerstation Cattaro entdeckt wurde. Die beiden Flugboote warfen daraufhin zwei auf zehn Meter Zündtiefe eingestellte 50-Kilogramm-Wasserbomben auf das Boot ab, von denen eine etwa sieben Meter vor dem Bug und die andere nahe dem Heck detonierte. An Bord der Foucault glaubte man zunächst an einen Minentreffer. Durch die Erschütterungen entstanden beträchtliche Schäden und das U-Boot sackte zunächst unkontrolliert bis auf rund 80 Meter Tiefe ab. Nach rund 40 Minuten gelang es der Besatzung, die Foucault wieder an die Oberfläche zu bringen. Da sich im Boot Chlordämpfe, verursacht durch beschädigte Batteriezellen der Elektromotoren, ausgebreitet hatten, erteilte Kommandant Devin den Befehl zur Räumung des Bootes. Noch während sich die Besatzung an Oberdeck versammelte, begann das stark beschädigte U-Boot zu sinken. Um den im Wasser schwimmenden Seeleuten zu helfen, landeten beide Flugboote daraufhin, ohne dass sie die Zahl der Schiffbrüchigen hätten aufnehmen können. Sie ermöglichten es allerdings der französischen Crew, sich an den Schwimmern der Flugboote festzuhalten, bis schließlich das kleine österreichisch-ungarische Torpedoboot 100 M (250 ts) am Untergangsort eintraf und die Schiffbrüchigen retten konnte. Dieser vergleichsweise ritterlichen Geste der beiden Flugbootbesatzungen ist es mit großer Wahrscheinlichkeit zuzuschreiben, dass die gesamte Besatzung (28 Personen) der Foucault den Untergang überlebte.